# Shivolian
De Shivolian ras is een fictief ras uit de televisieserie Star Trek: Voyager.
Ze zijn afkomstig uit het delta-kwadrant.
Een vrouw van dit ras had de U.S.S. Voyager bezocht, terwijl het sterrenschip was aangemeerd aan de Markonian Outpost in 2376.
Borg-aanduiding: soort 521.